# استحواذ مايكروسوفت على أكتيفجن بليزارد
في 18 يناير 2022، أعلنت مايكروسوفت عزمها الاستحواذ على أكتيفجن بليزارد مقابل 68.7  مليار دولارًا نقدا. بموجب شروط الاتفاقية، التي من المتوقع أن تنتهي بحلول منتصف عام 2023 في انتظار الموافقة التنظيمية وموافقة المساهمين، ستمتلك مايكروسوفت أكتيفجن وبليزارد إنترتينمنت وكينغ (شركة) تحت العلامة التجارية إكس بوكس غيم ستوديوز. يمنح الاستحواذ مايكروسوفت ملكية العديد من الامتيازات مثل كول أوف ديوتي (سلسلة) و كراش بانديكوت (سلسلة) و سبايرو (سلسلة) و ووركرافت (سلسلة) و ستار كرافت (سلسلة) و ديابلو (سلسلة) و اوفرواتش و كاندي كراش ساغا. إذا تمت الموافقة عليه من قبل المنظمين الدوليين، فسيكون ذلك أكبر عملية شراء في تاريخ العاب الفيديو. من المتوقع أن تنتهي عملية الاستحواذ في منتصف عام 2023.

## خلفية
أكتيفجن بليزارد هي واحدة من أكبر ناشري ألعاب الفيديو في العالم، حيث تبلغ عائداتها السنوية حوالي 8.8 مليار دولارًا أمريكي. تتكون الشركة من خمس فروع وهي: Activision Publishing وBlizzard Entertainment وKing و  Major League Gaming  و Activision Blizzard Studios. ومن بين أصولها ملكية كل من Call of Duty و Crash Bandicoot و Spyro من استوديوهات أكتيفجن؛ Warcraft و Diablo و StarCraft و Overwatch من بليزارد؛ و Candy Crush Saga من كينج.
تعد مايكروسوفت لاعبًا مهيمنًا في صناعة برامج الحوسبة، كما أنها تملك قسم Xbox الخاص بمشغلات الألعاب.

## تاريخ

### إعلان
في 18 يناير 2022، أعلنت مايكروسوفت عن عزمها للاستحواذ على أكتيفجن بليزارد مقابل 68.7  مليار دولار في صفقة نقدية بالكامل، أو ما يقرب من 95 دولارًا للسهم الواحد. قفز سعر سهم أكتيفجن بليزارد بما يقرب من 40 ٪ في ذلك اليوم. ستجعل الصفقة مايكروسوفت ثالث أكبر شركة ألعاب في العالم وأكبر مقرها في الأمريكتين، خلف الشركة الصينية تينسنت والتكتل الياباني سوني. سيعمل Goldman Sachs كمستشار مالي لشركة Microsoft ، وستكون شركة Allen &amp; Company المستشارين الماليين لشركة أكتيفجن. سيمبسون ثاشر سوف يعمل كمستشار قانوني لمايكروسوفت بينما سكادين سوف يعمل كمستشار قانوني لأكتيفجن. تمت الموافقة على الصفقة من قبل مجلس إدارة الشركتين ومن المتوقع أن تنتهي في عام 2023 بعد المراجعة التنظيمية الحكومية الدولية. عند الانتهاء من الصفقة، ستكون أكتيفجن بليزارد كيانًا شقيقًا لـ Xbox Game Studios تحت قسم Microsoft Gaming الجديد بقيادة Phil Spencer. ستسمح الصفقة أيضًا لشركة Microsoft بتقديم ألعاب Activision Blizzard على خدمة Xbox Game Pass الخاصة بها. تحدث سبنسر أيضًا عن إحياء بعض الألعاب القديمة ل Activision Blizzard التي استمتع بها هو نفسه.
صرح روبرت كوتيك أنه وسبنسر والرئيس التنفيذي لشركة Microsoft Satya Nadella أجروا مناقشات في عام 2021 حول قلقهم من قوة Tencent وNetEase وApple و Inc. وGoogle ، وأن Activision Blizzard تفتقر إلى الخبرة الحسابية في التعلم الآلي وتحليلات البيانات التي ستكون ضرورية للتنافس مع هذه الشركات. وفقًا لـ Kotick ، أدى ذلك إلى فكرة حصول Microsoft ، التي تمتلك هذه القدرات، على Activision Blizzard بسعر مغري. في بيان صدر على موقع مستثمر Activision Blizzard ، قالت الشركة إن صناعتها هي «فئة الترفيه الأكثر ديناميكية وإثارة عبر جميع المنصات» وأن الألعاب ستكون في طليعة تطوير metaverse الناشئة. رأى بعض الصحفيين هذا الاستحواذ، واستحواذ Microsoft في مارس 2021 على Bethesda Softworks ، كمحاولة للتنافس ضد Meta Platforms ، المعروفة سابقًا باسم Facebook.

### الموافقات التنظيمية
نظرًا لحجم الاستحواذ، تتم مراجعة الصفقة من قبل العديد من الهيئات التجارية الحكومية لمخاوف مكافحة الاحتكار.
أصبحت المملكة العربية السعودية أول دولة توافق على الاستحواذ في أغسطس 2022. وافق المجلس الإداري للدفاع الاقتصادي في البرازيل على الاستحواذ في أكتوبر 2022 دون أي قيود تنظيمية لشركة مايكروسوفت.
في الولايات المتحدة، يتم مراجعة عملية الاستحواذ من قبل لجنة التجارة الفيدرالية (FTC) بدلاً من وزارة العدل الأمريكية، حيث أثارت الوكالة المزيد من المخاوف بشأن عمليات الدمج والاستحواذ في قطاع التكنولوجيا الكبيرة في العقد الماضي. أعرب أعضاء مجلس الشيوخ الأمريكي إليزابيث وارن، وبيرني ساندرز، وشيلدون وايتهاوس، وكوري بوكر عن مخاوفهم بشأن الاندماج مع لجنة التجارة الفيدرالية كجزء من تحقيق لجنة التجارة الفيدرالية، قائلين إن الشركتين «فشلتا في حماية حقوق وكرامة عمالهما» بالإضافة إلى ذلك، استعرضت لجنة الأوراق المالية والبورصات الأمريكية (SEC) الادعاءات المحتملة بأن المستثمرين المقربين من روبرت كوتيك استخدموا التداول من الداخل قبل إعلان الاستحواذ؛  قالت أكتيفجن بليزارد أنها ستتعاون بشكل كامل مع مراجعة SEC.

## نقد
أثيرت مخاوف بشأن ملكية مايكروسوفت المحتملة لسلسلة Call of Duty ، والتي باعت أكثر من 400 مليون وحدة بحلول أبريل 2021 والتي تعتبر من الالعاب القليلة التي تمتلك قيمة في صناعة ألعاب الفيديو. بعد وقت قصير من إعلانات الاستحواذ، أعلنت شركة سوني أنها تتوقع أن تحترم مايكروسوفت جميع اتفاقيات التي جرت بينها وبين شركة Activision Blizzard، وبنفس السياق أعلن سبنسر ورئيس Microsoft أن Microsoft ستواصل هذه الاتفاقيات الحالية وأعربا عن رغبتهما في إبقاء Call of Duty وألعاب Activision Blizzard الشهيرة الأخرى على منصة PlayStation بما يتجاوز شروط هذه الاتفاقيات، بالإضافة إلى جلب هذه الألعاب إلى أجهزة نينتندو. في حوالي سبتمبر 2022، قال رئيس Xbox Phil Spencer إن Microsoft قد كتبت خطابًا إلى Sony في يناير، يؤكد التزامها بالحفاظ على Call of Duty على PlayStation «عدة سنوات» بعد الاتفاقيات التعاقدية الحالية المحددة قبل الاستحواذ، والتي يقال إنها ستستمر حتى 2024 بحسب بلومبرج.